# Nello Baroni

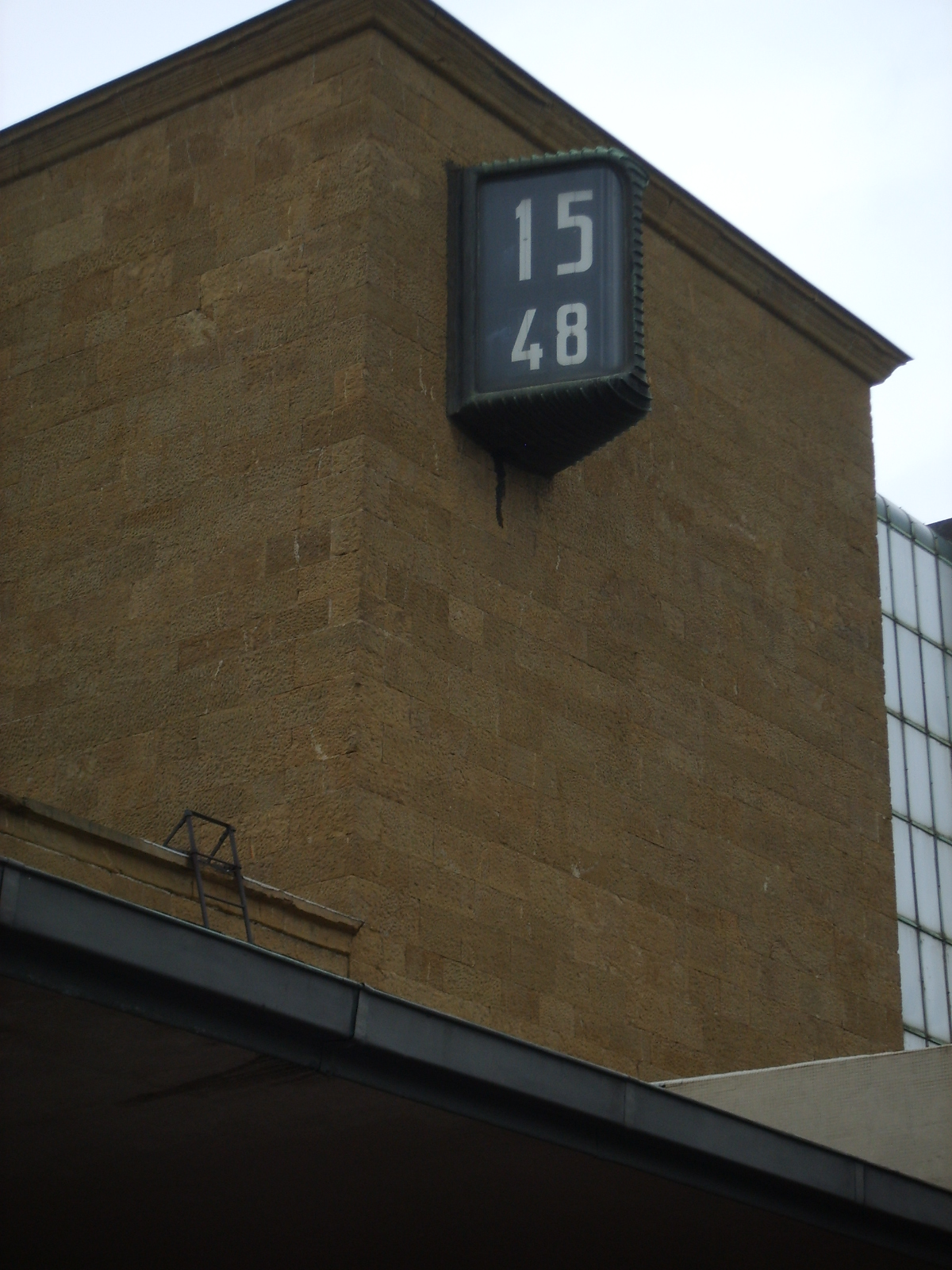
L'orologio di Nello Baroni nella stazione di Santa Maria Novella

Nello Baroni (Firenze, 27 ottobre 1906 – Firenze, 28 maggio 1958) è stato un architetto italiano.

## Biografia
Nello Baroni nasce il 27 ottobre del 1906 a Firenze in Via Coluccio Salutati 11, nel quartiere Colonna-Gavinana, dal secondo matrimonio di Niccolò Baroni, tecnico teatrale delle luci, con Anna Benedetti, originaria di Santa Fiora sul Monte Amiata. Compie gli studi a Firenze presso le Scuole Tecniche e dal 1922 frequenta il Liceo Artistico, dove diviene amico di Italo Gamberini. Non potendo studiare ingegneria meccanica, di cui a Firenze non esiste l'insegnamento, nel 1927 si iscrive alla Regia Scuola Superiore di Architettura di Firenze, dove è allievo tra gli altri di Raffaello Brizzi, Raffaello Fagnoni e Giovanni Michelucci.
Nel 1931 prende parte a Firenze alla V Mostra Regionale d'Arte Toscana e presenta un progetto, in collaborazione con Italo Gamberini, al Concorso per un Giardino Pubblico all'Italiana, nell'ambito della Mostra del Giardino Italiano, che si svolge in Palazzo Vecchio. Nello stesso anno alcune sue xilografie sono presentate a Firenze alla Mostra del Bianco e Nero, mentre suoi progetti scolastici sono pubblicati in “La Casabella” da Giuseppe Pagano. 
Nel marzo del 1932 collabora con Giovanni Michelucci e Adalberto Libera all'allestimento della III Mostra Nazionale di Architettura Razionale, che si tiene a Firenze alla Galleria Bellini in Palazzo Feroni; in tale occasione espone disegni e modelli nella sezione dedicata a “alcuni tipi di aeroplani, navi, macchine e loro parti”. 
Nel dicembre del 1932 partecipa quale membro del Gruppo Toscano, in collaborazione con Pier Niccolò Berardi, Italo Gamberini, Sarre Guarnieri, Leonardo Lusanna e Giovanni Michelucci, al Concorso per il nuovo Fabbricato Viaggiatori della Stazione di Firenze Santa Maria Novella. 
Nello stesso mese è nominato assistente di Brunetto Chiaramonti alla Cattedra di Applicazioni della Geometria Descrittiva e Scenografia della Scuola di Architettura di Firenze, incarico che gli sarà annualmente confermato fino al 1944. 
Il 1º gennaio del 1933 è tra i firmatari del manifesto di fondazione dei Gruppi Futuristi di Iniziative, diretti da Antonio Marasco del Blocco Futurista Indipendente di Firenze. Il 25 dello stesso mese, avendo come relatore Raffaello Brizzi, si laurea con il massimo dei voti presso la Scuola di Architettura di Firenze, discutendo la tesi del progetto per l'Aeroporto di Firenze. Ottiene quindi l'abilitazione all'esercizio della professione presso la Scuola di Architettura di Napoli. 
Nel febbraio del 1933 il progetto del Gruppo Toscano è proclamato vincitore del Concorso per il nuovo Fabbricato Viaggiatori della Stazione di Firenze Santa Maria Novella. Dopo aspre polemiche, che trovano ampio spazio sulla stampa locale e nazionale, nel giugno del 1933 il progetto è approvato in via definitiva e al Gruppo Toscano è affidata anche la direzione dei lavori (1933-35).
Insieme al Gruppo Toscano, formato dai soli Pier Niccolò Berardi, Italo Gamberini e Leonardo Lusanna, esegue inoltre una serie di importanti interventi: il progetto per il Palazzo Compartimentale (1934) e il fabbricato di raccordo fra il Padiglione Reale e il Palazzo Giuntini (1935), opere entrambe legate alla costruzione della nuova Stazione di Firenze; il progetto dello Stadio Medaglia d'oro Giuseppe Mancini (1934), il Campo di Allenamento (circa 1934), la Casa del Balilla (1934-37) e il progetto della nuova costruzione per la Gioventù Italiana del Littorio (1937), tutti ad Arezzo; il progetto per la Casa del Balilla di Pisa (1935); il progetto di concorso per lo Stadio e la Piscina di Reggio Emilia (1935), che ottiene il I premio ex aequo, e quello per il nuovo Fabbricato Viaggiatori della Stazione di Venezia Santa Lucia (1935).
Le prime opere eseguite autonomamente sono a Firenze il Negozio Cavaciocchi (1933), il riordinamento della Sede del Gruppo Rionale Annibale Foscari (1934) e il Banco Bar Gelateria Mazzoni (1935). 
Negli stessi anni prende parte a conferenze, convegni e manifestazioni espositive: è a Milano alla Triennale del 1933 e a quella del 1936; a Firenze partecipa nel 1934 alla III Mostra Nazionale di Agricoltura nel Parco delle Cascine e alla I Mostra di Scenografia e Scenotecnica, nell'ambito della più vasta VII Mostra del Sindacato Toscano Belle Arti; nel 1935 si reca a Roma al XIII Congresso Internazionale degli Architetti; nel 1937 a Firenze cura l'allestimento degli ambienti dei Concorsi ENAPI alla VII Mostra Mercato Nazionale dell'Artigianato.
Nel 1935 si sposa con Rita Ciardetti, dalla quale nasceranno le due figlie Fiorenza e Ilaria.
In questi anni collabora alle attività del Teatro Sperimentale di Via Laura a Firenze, dove con ogni probabilità conosce Maurizio Tempestini. Particolarmente significativa è la sua opera nel campo della scenografia e della scenotecnica teatrale, materie che insegna al Liceo Artistico e all'Accademia di Belle Arti di Firenze fino al 1944. Ricordiamo in tal senso a Firenze l'allestimento scenico, in collaborazione con Mario Chiari, per La Tancia di Michelangelo Buonarroti il Giovane nel Giardino di Boboli (1936); quelli per L'Ipocrito di Pietro Aretino e per I due Stenterelli Gemelli di Luigi Del Buono al Teatro della Pergola (1939); quello per La Clizia di Niccolò Machiavelli alla Villa Medicea di Poggio a Caiano, poi riproposto a San Gimignano e alla Pergola (1939); quello per Turandot di Giacomo Puccini al Teatro Comunale, per il VI Maggio Musicale Fiorentino (1940), in collaborazione con Umberto Brunelleschi; quello non eseguito per Il Re e la Donna Saggia di Carl Orff, sempre al Comunale per il X Maggio Musicale (1944).
Nel 1936 compie un viaggio in Germania, dove visita le città di Monaco, Berlino e Amburgo e si spinge fino all'isola di Helgoland.
Negli anni 1936-38, in collaborazione con Vincenzo Cinelli, progetta il sistema costruttivo a blocchi forati Edil-Iso, per il quale doposita anche il brevetto, che è destinato alla realizzazione di pareti isolanti a circolazione integrale nei territori delle colonie italiane.
Su commissione di Riccardo Castellani esegue a Firenze il Cinema-Teatro Rex (1936-37), che segna il suo esordio nell'ambito dell'architettura cinematografica e teatrale ed è unanimemente considerato la sua opera più rappresentativa.
Dal 1937 ha studio a Firenze in Via dei Sassetti 1, insieme a Pietro Porcinai, con il quale esegue il rifacimento di Villa Fassia a Gubbio (1937-38) e il progetto di restauro di Villa La Sfacciata a Firenze (1939), realizzato solo dopo la guerra.
Tra i numerosi allestimenti di negozi eseguiti a Firenze ricordiamo la Latteria Nistri (1938), il Negozio Galligani (1938), quello Poggiali (1938-39), quello Settepassi sul Ponte Vecchio (1939-40), quest'ultimo in collaborazione con Maurizio Tempestini.
Sul finire degli anni Trenta realizza anche l'Addobbo del Palazzo delle Corporazioni per la visita di Hitler a Firenze (1938) e il riordinamento della sede del Gruppo Rionale Gastone Bartolini al Galluzzo (1939-41); insieme a Pietro Porcinai e Maurizio Tempestini esegue il rifacimento di Villa Benelli a Firenze (1938-41) e le Villette MARMAR a Tirrenia (1940-41), distrutte durante la guerra; altre opere significative sono lo stabilimento industriale Cereria Triestina a Trieste (1939-41), la sistemazione delle facciate del fabbricato della Società Elettrica del Valdarno a Firenze (1940) e la Cappella Bianchi nel Cimitero della Misericordia a Pistoia (1941-42), eseguita in collaborazione con Pietro Porcinai.
Nel 1940 si trasferisce con la famiglia nella nuova abitazione di Via dei Bardi 33 a Firenze, della quale cura personalmente l'arredamento. Nello stesso anno apre il nuovo studio di Lungarno Corsini 6, insieme a Pietro Porcinai e Maurizio Tempestini; con i due colleghi compie nel 1941 un viaggio a Vienna.
Negli anni della guerra, costretto a forzata inattività, si dedica con notevoli risultati alla fotografia e pubblica alcuni suoi articoli corredati da immagini sulla rivista “La Strada”. Esegue inoltre una serie di filmati documentari e realizza il proiettore cinematografico Sigma per pellicole a passo ridotto in 8 e 16 mm., per il quale nel 1944 ottiene il brevetto internazionale, che viene pubblicato nel 1946 da Ernesto N. Rogers su “Domus”.
Tra il 1944 e il 1946, su incarico della Soprintendenza ai Monumenti di Firenze, esegue perizie, consolidamenti e restauri a edifici danneggiati dagli eventi bellici nelle province di Firenze, Pistoia e Arezzo; in tal senso ricordiamo a Firenze il Palazzo e la Torre Acciaioli, le Torri Amidei, Baldovinetti, Carducci o dei Consorti, Gherardini, Mannelli, Tolomei; a Badia a Settimo la Chiesa dei Santi Salvatore e Lorenzo, dove fa ricollocare la tomba del poeta Dino Campana; a Lastra a Signa la Torre di Baccio e la Chiesa di San Martino a Gangalandi; a Pistoia la Chiesa di San Giovanni al Corso.
Nel 1945 realizza le illustrazioni e le fotografie per il libro L'industria laniera a Prato al passaggio della guerra.
Insieme a Lando Bartoli, Mario Focacci, Italo Gamberini e Carlo Maggiora vince il Concorso per il nuovo Ponte della Vittoria a Firenze (1945-46), che viene eseguito ma rimane incompiuto nelle opere di finitura. 
L'attività di ricostruzione svolta per conto della Soprintendenza segna un nuovo interesse per i temi legati all'urbanistica: nel 1946 è infatti tra gli organizzatori del Convegno Toscano per la Ricostruzione Edilizia; esegue inoltre il Piano di Ricostruzione di Castiglion Fiorentino (1946-47), in collaborazione con Ferdinando Rossi; quello di Forte dei Marmi (1946-48), in collaborazione con Domenico Cardini, Romolo Galeotti, Franco Grana; infine redige il nuovo Piano Regolatore di Prato (1946-54).
Dopo la guerra partecipa a Firenze alle attività di numerose associazioni culturali: nel 1945 è tra i fondatori della sezione fiorentina dell'APAO Associazione per l'Architettura Organica; dal 1945 è anche membro del Circolo Antichità e Belle Arti, della Società Amici del Paesaggio e della Società Leonardo da Vinci; dal 1947 è socio del Gruppo Fotografico dell'Associazione Ottica Italiana; dal 1948 dello Studio Italiano di Storia dell'Arte; dal 1951 dell'Unione Fiorentina; dal 1952 è Accademico Residente dell'Accademia delle Arti del Disegno di Firenze.
Ricopre inoltre importanti cariche pubbliche: nel 1947 è chiamato a far parte della Commissione del Concorso per la ricostruzione di Via Grande e Piazza Grande a Livorno; nel 1951 della Commissione del Concorso per la nuova chiesa nel quartiere Marco Polo a Viareggio.
Nel 1946 porta a termine il Negozio Sbisà in Piazza della Signoria a Firenze; per la stessa ditta progetta uno Stand smontabile alla Fiera di Milano del 1948. Altri allestimenti interessanti sono a Firenze il Negozio Bechi (1947) nella Torre Gherardini; quello Brandini (1947) in Via dei Calzaiuoli; quelli Campolmi (1950-51) e Marchi (1953-54) in Por Santa Maria; quello Bigagli (1953-54) in Via Santa Margherita.
Lo studio di Lungarno Corsini 6 si evolve con la creazione nel 1946 della OP Organizzazione Professionisti per la Sintesi nel Lavoro, che si pone come scopo quello di raggiungere una sintesi perfetta tra le diverse discipline, architettura, arredamento e arte del giardino. A questa fase appartengono importanti interventi eseguiti in collaborazione con Pietro Porcinai e Maurizio Tempestini: il progetto di sistemazione urbanistica e piscina per Il Lido di Firenze (1946) e la lottizzazione del giardino di Villa Baldi a Firenze (1947), con il solo Porcinai; il riordinamento dello Stabilimento Termale e Albergo Grotta Giusti a Monsummano Terme (1947); il Ristorante-Dancing La Bussola a Le Focette (1947-48); il Roof-Garden dell'Albergo Excelsior a Firenze (1951) e il Bar-Ristorante Eden Roc a Monterinaldi (1951-52), con il solo Tempestini.
Nel 1947 sostiene l'esame per l'abilitazione alla libera docenza e diviene professore incaricato alla Cattedra di Applicazioni della Geometria Descrittiva presso la Facoltà di Architettura di Firenze.
Nell'ambito dell'architettura cinematografica e teatrale esegue importanti interventi quali la ricostruzione del palcoscenico del Cinema-Teatro Apollo (1946), distrutto da un incendio; il restauro del Teatro della Pergola (1948), in collaborazione con Ferdinando Rossi e con Gastone R. Simonetti; il restauro del Teatro Verdi a Firenze (1949-50), in collaborazione con Maurizio Tempestini; il Cinema Stadio a Firenze (1947-51); il Cinema Don Fazzini a Mercatale di Vernio (1952-55), presso Prato; il Cinema Capitol a Firenze (1953-57), in collaborazione con Maurizio Tempestini; il restauro del Teatro Metastasio a Prato (1954-58), condotto a termine da Enzo Ciardetti e Leone Trenti.
Per conto dell'Università di Firenze, esegue il riordinamento dell'ex-Convento di Santa Apollonia (1949-53), per ospitare la Mensa dello Studente, l'Aula di Danza e l'Aula per Stranieri; la nuova sede delle Facoltà di Giurisprudenza e Scienze Politiche in Via Laura (1949-56); la sistemazione dell'Aula Magna e della Sala del Preside per la Facoltà di Architettura nell'ex-Convento di Santa Maria degli Angeli (circa 1951).
Molto interessante anche la produzione nel campo dell'edilizia privata residenziale: il Villino Giusti a Firenze (1945-47); quello Castellani a Viareggio (1946-48); il progetto di Villa Canale a Viareggio (1947-48); la Villa Crespi a Tirrenia (1948-52); il progetto di Villa Generoso a Montecatini Terme (1951); la Villa Benelli a Prato (1951-52); la Villa Fontana a Firenze (1951-54), per la quale consegue nel 1954 il Premio del Fiorino d'oro per l'Architettura; la Casa Berni a Firenze (1953-55); la Casa d'abitazione e albergo a Prato (1953-55); le Ville Magnelli (circa 1955) e Quercioli (1956-57) a San Domenico di Fiesole; il progetto di Villa Ferrara a Forte dei Marmi (1956); la Villa Klein a Firenze (1956-58); il progetto di Villa all'Ugolino (1957); la Casa d'abitazione della Cooperativa La Primavera a Firenze (1957-58), terminata da Aterino Aterini, Enzo Ciardetti, Ugo Saccardi e Leone Trenti.
Esegue inoltre l'allestimento della Mostra di documenti della vita di Lorenzo il Magnifico in Palazzo Strozzi a Firenze (1949), in collaborazione con Maurizio Tempestini; l'arredamento per tinello e camera da letto esposto a Firenze alla XIX Mostra Nazionale dell'Artigianato (1955).
Tra gli altri interventi segnaliamo: il riordinamento della Sede della Rari Nantes Florentia (1949-50) e il Garage Gavinana (1950) a Firenze; l'ampliamento dell'Istituto Biologico Dessy a San Domenico (1952-53); la ricostruzione della Torre Campanaria della Chiesa di Badia a Settimo (1956-57).
Nel corso degli anni intrattiene rapporti di amicizia con gli scultori Giannetto Mannucci e Mario Moschi e con i pittori Giovanni Colacicchi, Rodolfo Margheri e Enzo Pregno.
Colpito da un male incurabile, muore all'età di soli 51 anni, il 28 maggio del 1958. A un anno dalla scomparsa l'Accademia delle Arti del Disegno gli rende omaggio, con una mostra retrospettiva della sua opera nel salone di Piazza San Marco a Firenze (20-30 giugno 1959).
Da C. Cordoni, Nello Baroni Architetto (1906-1958). Inventario dell'Archivio, Edifir, Firenze, 2008.

## Archivio
Dopo la morte di Nello Baroni, il materiale presente nel suo studio fiorentino relativo alla sua attività professionale, accademica e pubblicistica fu in parte smembrato tra colleghi ed allievi dello studio. In tale occasione andarono in gran parte perduti i progetti delle opere più note dell'architetto, quali la Stazione di Firenze Santa Maria Novella, il Cinema-teatro Rex e il Cinema Capitol a Firenze, oltre ai progetti realizzati in collaborazione con Pietro Porcinai e Maurizio Tempestini. Quanto rimaneva, un nucleo comunque consistente, fu fatto trasportare dalla moglie nell'abitazione di via de' Bardi 33, riunito in tre casse di legno depositate nella soffitta. È qui che, a distanza di quarant'anni, il Fondo è stato rinvenuto (maggio 1998) e da qui poi trasferito nell'abitazione di una delle due figlie. Dichiarato di particolare interesse nel 2003, nel 2007 è stato donato dalle eredi all'Archivio di Stato di Firenze. Il Fondo è costituito da: elaborati grafici; raccolta di fotografie; raccolta di negativi; filmati documentari; materiale documentario; materiale a stampa; plastici; matrici per xilografie.

## Regesto delle opere
- Progetto di Aeroporto, 1929
- Aeroplano razionale, 1930
- Chiesetta e campanile all'Abetone, 1931
- Concorso per un Giardino Pubblico all'Italiana, 1931 (in collaborazione con Italo Gamberini)
- Edificio per abitazione, difesa ed offesa in tempo di lotta contraerea, 1931
- Aeroplano, circa 1931
- Bozzetto per scenotecnica (Veduta di città futurista), circa 1931
- Tuta e maschera antigas?, circa 1931
- Progetto dell'Aeroporto di Firenze (Tesi di Laurea), 1932-33
- Nuovo Fabbricato Viaggiatori della Stazione di Firenze Santa Maria Novella, 1932-1935 (in collaborazione con Pier Niccolò Berardi, Italo Gamberini, Sarre Guarnieri, Leonardo Lusanna, Giovanni Michelucci)
- Palazzo Compartimentale, Firenze, piazza Stazione, piazza dell'Unità Italiana, via Nazionale, 1934 (in collaborazione con Pier Niccolò Berardi, Italo Gamberini, Leonardo Lusanna)
- Casa del Balilla, Arezzo, viale Piero della Francesca, viale Alessandro del Borro, 1934-1937 (in collaborazione con Pier Niccolò Berardi, Italo Gamberini, Leonardo Lusanna)
- Banco Bar Gelateria Mazzoni, 1935
- Fabbricato di raccordo fra il Padiglione Reale e il Palazzo Giuntini, Firenze, via Valfonda, 1935 (in collaborazione con Pier Niccolò Berardi, Italo Gamberini, Leonardo Lusanna)
- Rari Nantes Florentia, Firenze, lungarno Francesco Ferrucci, 1936
- Cinema-Teatro Rex, Firenze, via Nazionale, 1936-1937
- Allestimento degli ambienti dei Concorsi ENAPI alla VII Mostra Mercato Nazionale dell'Artigianato, Firenze, Parterre, 1937
- Villa Fassia, Gubbio, 1937-1938 (in collaborazione con Pietro Porcinai)
- Cinema Trionfale, Firenze, piazza degli Ottaviani, 1937-39
- Cinema Niccolini, Sesto Fiorentino, via Vittorio Emanuele, piazza Ginori, 1938
- Latteria Nistri, Firenze, via Giosuè Carducci, 1938
- Sede del Gruppo Rionale Fascista Annibale Foscari, Firenze, via di Ricorboli, lungarno Francesco Ferrucci, 1938-39
- Negozio Poggiali, Firenze, via dei Panzani, 1938-39
- Villa Benelli, Firenze, via Pietro Tacca, 1939-41 (in collaborazione con Maurizio Tempestini, Pietro Porcinai)
- Allestimento scenico per La Clizia di Niccolò Machiavelli, Poggio a Caiano, Villa Medicea, 1939
- Allestimento scenico per L'Ipocrito di Pietro Aretino, Firenze, Teatro della Pergola, 1939
- Villetta Ospiti nella Tenuta Miani di Monte Mario, Roma, 1939 (in collaborazione con Pietro Porcinai)
- Negozio Settepassi, Firenze, Ponte Vecchio, 1939-1940 (in collaborazione con Maurizio Tempestini)
- Sede del Gruppo Rionale Fascista Gastone Bartolini, Firenze, Galluzzo, via Senese 208, 1939-41
- Stabilimento industriale Cereria Triestina, Trieste, 1939-41
- Allestimento scenico per Turandot di Giacomo Puccini, Firenze, Teatro Comunale, VI Maggio Musicale Fiorentino, 1940 (in collaborazione con Umberto Brunelleschi)
- Arredamento di Casa Baroni, Firenze, via dei Bardi 33, 1940
- Sistemazione facciate fabbricato Società Elettrica del Valdarno, Firenze, via dell'Agnolo, viale Carlo Alberto, 1940
- Villette Marmar, Tirrenia, 1940-41 (in collaborazione con Maurizio Tempestini, Pietro Porcinai
- Cappella Bianchi, Pistoia, Cimitero della Misericordia, 1941-42 (in collaborazione con Pietro Porcinai)
- Villa Vassallo, 1942-43 (in collaborazione con Maurizio Tempestini)
- Ricoveri a Trieste, 1943
- Negozio Sbisà, Firenze, piazza della Signoria, 1943-46
- Allestimento scenico per Il Re e la Donna Saggia di Carl Orff, Firenze, Teatro Comunale, X Maggio Musicale Fiorentino, 1944
- Proiettore cinematografico a passo ridotto, 1944
- Ponte della Vittoria, Firenze, 1945-46 (in collaborazione con Lando Bartoli, Mario Focacci, Italo Gamberini, Carlo Maggiora)
- Lido di Firenze, Firenze, lungarno del Tempio, 1946 (in collaborazione con Pietro Porcinai)
- Piano di ricostruzione di Castiglion Fiorentino, 1946-47 (in collaborazione con Ferdinando Rossi)
- Villino Castellani, Viareggio, via Giosuè Carducci, 1946-48
- Piano Regolatore di Prato, 1946-1954
- Arredamento di Casa Brandini, 1947
- Lottizzazione del giardino di Villa Baldi, Firenze, via di Barbacane, viale Alessandro Volta, 1947 (in collaborazione con Pietro Porcinai)
- Ristorante-Dancing Bussola di Focette, viale Italico, 1947-1948 (in collaborazione con Maurizio Tempestini, Pietro Porcinai)
- Villa Canale, Viareggio, 1947-48
- Cinema Stadio, Firenze, viale Manfredo Fanti, 1947-1951
- Grande Albergo Duca del Mare, Tirrenia, 1948
- Restauro del Teatro della Pergola, Firenze, via della Pergola, 1948 (in collaborazione con Ferdinando Rossi, Gastone R. Simonetti)
- Stand smontabile per la S. A. Sbisà alla Fiera di Milano, 1948
- Villetta Crespi, Tirrenia, 1948-52
- Sede della Rari Nantes Florentia, Firenze, lungarno Francesco Ferrucci, 1949-50
- Restauro del Teatro Verdi, Firenze, via Ghibellina, via G. Verdi, 1949-1950 (in collaborazione con Maurizio Tempestini)
- Riordinamento generale dell'ex-Convento di Sant'Apollonia, Firenze, via San Gallo, 1949-53
- Nuova Sede delle Facoltà di Giurisprudenza e Scienze Politiche, Firenze, via Laura 48, 1949-1956
- Garage Gavinana, Firenze, via Poggio Bracciolini 6, 1950
- Negozio Campolmi, Firenze, via Por Santa Maria, 1950-51
- Roof Garden dell'Albergo Excelsior, Firenze, piazza Ognissanti, 1951 (in collaborazione con Maurizio Tempestini)
- Bar-Ristorante Eden Rock, Firenze, via Bolognese, 1951-1952 (in collaborazione con Maurizio Tempestini) divenuto poi Eden Rock Resort
- Sede della Rari Nantes Florentia, Firenze, lungarno Francesco Ferrucci, 1951-52
- Villa Benelli, Prato, 1951-52
- Villa Fontana, Firenze, via Cardinal Leopoldo 59, 1951-54
- Istituto Biologico Dessy, Firenze, via San Domenico, 1952-53
- Cinema Don Fazzini, Mercatale di Vernio, borgo Mercatale, 1952-55
- Negozio Bigagli, Firenze, via Santa Margherita, piazza dei Donati, 1953-54
- Negozio Marchi, Firenze, via Por Santa Maria, 1953-54
- Casa Berni, Firenze, via Luigi Cherubini, via Gustavo Modena, 1953-55
- Casa d'abitazione e albergo (proprietà Fiesoli), Prato, viale Montegrappa, via Valentini, 1953-55
- Cinema Capitol, Firenze, via de' Castellani, 1953-1957 (in collaborazione con Maurizio Tempestini)
- Facciata del Cinema Fulgor, Firenze, via Maso Finiguerra, 1954
- Restauro del Teatro Metastasio, Prato, via Cairoli, 1954-58 (terminato da Enzo Ciardetti, Leone Trenti)
- Arredamento alla XIX Mostra Nazionale dell'Artigianato, Firenze, 1955
- Villa Magnelli, San Domenico di Fiesole, via Mantellini, circa 1955
- Villa Ferrara, Forte dei Marmi, 1956
- Ricostruzione della torre campanaria di Badia a Settimo, 1956-57
- Villa Quercioli, San Domenico di Fiesole, via Mantellini, 1956-57
- Villa Klein, Firenze, viale Niccolò Machiavelli 2/A, 1956-58